# دونالد موريسون
دونالد موريسون هو سياسي كندي، ولد في 27 نوفمبر 1852، وتوفي في 1920. انتخب عضو الجمعية التشريعية لنيو برونزويك ‏ وانتخب Speaker of the Legislative Assembly of New Brunswick ‏ (1908 – 1908).